# Арнольд, Георг Христиан
Георг Христиан Арнольд (нем. Georg Christian Arnold; 1747—1827) — врач, лейб-медик польского короля Станислава-Августа Понятовского.

## Биография
Родился 1 февраля 1747 года в Лешно.
Изучал медицину в Лейпцигском университете и получил докторскую степень в 1768 году, защитив диссертацию «De motu fluidi nervei per fibras medullares nervorum» (Лейпциг, 1768). Позже он работал врачом и акушером в Варшаве и стал лейб-медиком короля Польши.
Приобрёл известность довольно многочисленными трудами своими по истории медицины в Польше и нумизматике. Он первый стал заниматься историей медицины в Польше и оставил по этому предмету сочинение «Prodromus historiae antiquae medicae polonae ad Georg. Sam. Bandke» (1814); «De monumentis historiae naturalis polonae etc.» (1818) и несколько монографий.
Стал членом Леопольдины 26 июля 1827 года.
Умер в Варшаве 19 ноября 1827 года. Похоронен на лютеранском Аугсбургском кладбище.